# Distretto di Wiang Pa Pao
Il distretto di Wiang Pa Pao (in thailandese: เวียงป่าเป้า) è un distretto (amphoe) della Thailandia, situato nella provincia di Chiang Rai.